# Haddadus plicifer
Haddadus plicifer là một loài ếch thuộc họ Craugastoridae.
Đây là loài đặc hữu của Brasil.
Môi trường sống tự nhiên của chúng là rừng ẩm vùng đất thấp nhiệt đới hoặc cận nhiệt đới.